# モーテル303
『モーテル303』（motel303）は、小関裕次郎監督の日本映画。2023年11月29日劇場公開。

## 概要
「OP PICTURES+フェス2023」作品の1本として劇場公開。2023年11月29日劇場公開。映画文化を愛し、映画評コラムも連載する宍戸里帆待望のピンク映画初出演作。脚本の小松にとっては101本目のピンク映画脚本作となる。
モーテル内（303号室とバックヤード）だけで物語が進むワンシチュエーションラブストーリー。全体の8割は303号室内で進む。ワンセットものをやりたいという小関の構想から開始、ピンク映画にありがちなドラマと濡れ場の分断をシームレスにすることを心掛けた。小関は室内のシーンだけでは飽きが来ると考え、照明や色温度の調整、レンズにグリースを塗るオイルワークなどの技法を使用した。
宍戸は試写会の後、「おっぱいをとても綺麗に撮って頂いて感激」と感想をツイートした。
2024年7月12日、R18編集したのち『ラブホ肉欲密会　揺れて揺さぶる5分前』として成人映画館で公開。

## ストーリー
古書店経営の佐藤一郎は、客として訪れた鈴木咲に声をかけ、不倫を楽しむ間柄となる。2人は世間体を気にして隠れ家のようなモーテルの同じ部屋で定期的に逢瀬を楽しんでいた。その日もサービスタイムを利用してモーテルに来た2人だったが、トラブルが巻き起こる。

## 登場人物
鈴木咲
演 - 宍戸里帆
本が好きな人妻。佐藤一郎とは不倫関係。
台本上ではラストシーンの退室時に北原白秋『さすらいの詩』を歌うシーンがあったが、ラストシーンでの表情がよかったことから撮影せず終了した。演じた宍戸はせっかく覚えてきたのにと、残念がったという。
佐藤一郎
演 - 西本竜樹
古書店店主。鈴木咲と不倫関係。老いを感じており、咲にいつ別れを切り出そうか悩む。R15版ではおかしみを強調しており、R18版のラストシーンの後、頭の上からたらいが落ちてくるシーンがある。監督の小関によると、エロを求めるR18版の観客向けにはやりすぎたと感じカットした。
佐藤文
演 - 和久井美兎
一郎の娘。
佐藤茜
演 - 並木塔子
一郎の妻。
鈴木道雄
演 - 市川洋
咲の夫。
有働康雄
演 - ケイチャン
飯塚愛
演 - 豊岡んみ
最上旭
演 - 森羅万象

## スタッフ
- 監督：小関裕次郎
- 脚本：小松公典
- 撮影：岡村浩代
- 照明：金子秀樹
- 録音：西岡正巳
- 整音：佐藤祥子
- 美術：高木翔
- メイク：ビューティ★佐口
- 選曲：佐藤祥子
- 編集：鷹野朋子
- 助監督：赤羽一真
- 監督助手：高木翔
- 撮影助手：當銘風花
- スチール：本田あきら
- 協力：高橋義仁、鶴崎直樹、ナックイメージテクノロジー[6]、アマナフォトグラフィ[6]
- 仕上げ：東映ラボ・テック[6]
- 制作：鯨屋商店[6]
- 提供：オーピー映画